# Hypena acutalis
Hypena acutalis là một loài bướm đêm trong họ Erebidae.